# Мансфельд, Эрнст фон
Петер Эрнст II фон Мансфельд (Эрнст фон Мансфельд, Эрнст Мансфельдский; (нем. Peter Ernst II. von Mansfeld; 1580 — 29 ноября 1626) — немецкий военачальник начального периода Тридцатилетней войны из графского рода Мансфельдов.
Служил сначала в испанской армии. При начале войны за юлих-клевское наследство, в 1609 году, перешёл на службу к эрцгерцогу Леопольду и нагнал страх на неприятелей своими набегами и грабежами. В 1610 году взятый в плен, он не был выкуплен Леопольдом, вопреки обещанию последнего, вследствие чего перешёл на сторону унии. Посланный на помощь герцогу Карлу Эммануилу Савойскому, он сражался с испанцами (1613).

## Тридцатилетняя война
В 1618 году примкнул к чешскому антигабсбургскому восстанию, за что императором был подвергнут опале. Оскорбленное самолюбие удерживало его в бездействии в Пльзене; он вёл переговоры с обеими сторонами (1620), пока битва на Белой Горе не покончила с властью Фридриха V. После капитуляции Пильзена он собрал вокруг себя большую часть рассеянного чешского войска, а также английские и пфальцские отряды, снискивая им пропитание войной, до осени 1621 года держался в Верхнем Пфальце, потом перешёл через Рейн и успешно сражался с Тилли и испанцами, повсеместно производил опустошения и у Хагенау занял зимние квартиры.
В 1622 году он, вместе с маркграфом баденским, разбил Тилли при Вислохе, потом поступил на службу генеральных штатов, с оружием в руках проложил себе путь в испанские Нидерланды, разбил Кордову при Флерюсе и соединился с принцем Морицем Оранским. В 1623 году он, по поручению штатов, занял восточную Фрисландию, где недисциплинированное его войско производило страшные зверства, пока не было им распущено.
В 1625 году, с 12000 набранными в Англии солдатами, он появился в области Нижней Эльбы, в феврале 1626 года вторгся в Ангальт и 25 апреля напал на Валленштейна у Дессауского моста, но потерпел полнейшее поражение. Наскоро он набрал новое войско, содержавшееся на французские субсидии, привлёк на свою сторону 5000 датчан и направился, постоянно преследуемый неприятелем, в Моравию и Венгрию, где соединился с Бетлен-Габором. Когда Бетлен-Габор заключил мир с императором, Мансфельд через турецкие владения направился в Венецию.
Путь к побережью, где его должен был ждать корабль в Венецию, вёл через Боснию. В деревне Раковица, в горах над Сараево, его настиг инсульт, как предполагается вызванный туберкулёзом. Мансфельд успел продиктовать своё завещание и умер следующей ночью. По легенде Мансфельд ожидал смерти в полном боевом облачении стоя, опираясь на двух слуг. Его останки, как предполагается, были погребены на одном из островов близ Спалато.